# José Miguel Espinosa
José Miguel Espinosa (Bilbao, 31 de octubre de 1945 – Baracaldo, 25 de septiembre de 2024) fue un nadador español de estilo libre.

## Carrera
En Juegos Olímpicos participó en dos eventos en Tokio 1964, en los 100 m estilo libre compitió en el hit tres y no pudo clasificar a las semifinales luego de terminar en el puesto 44 entre 66 participantes, mientras que en el evento de relevo 4 x 100 m combinado terminó en último lugar entre siete equipos en el hit 2 haciendo equipo junto a Jesús Cabrera Balsa, Nazario Padrón y Joaquín Pujol.
Participó en dos ediciones de los Juegos Mediterráneos, la primera ocasión fue en Nápoles 1963 donde ganó la medalla de bronce en los 100 m estilo libre, y en la edición de Túnez 1967 ganó la medalla de oro en el relevo 4 x 100 m estilo libre junto a Juan Fortuny, José Chicoy y Juan Martínez.